# Chaos from the stage
Chaos from the stage is een livealbum van Magenta. Het is een (gedeeltelijke) registratie van een concert dat de band gaf in The Assembly in Leamington Spa. Na een periode van stilte (schrijversblok voor Reed en ziekte voor Booth) probeerde de band de draad weer op te pakken. Progwereld constateerde dat aan het begin van de tracks de band een geluid heeft te vergelijken met Yes en later richting het eigen geluid trekt. Zij constateerde tevens dat de stem van Booth nog niet stabiel was.   

## Musici
- Christina Booth – zang
- Rob Reed – toetsinstrumenten, achtergrondzang
- Chris Fry – gitaar, achtergrondzang
- Dan Nelson – basgitaar
- Andy Edwards – drumstel

## Muziek
| Nr. | Titel                       | Duur  |
| --- | --------------------------- | ----- |
| 1.  | Glitterball                 | 5:44  |
| 2.  | Lust                        | 12:41 |
| 3.  | The war bride’s prayer      | 2:28  |
| 4.  | Preikestolen                | 3:42  |
| 5.  | The devil at the crossroads | 14:45 |
| 6.  | Pearl                       | 9:11  |
| 7.  | Metamorphosis               | 16:35 |
| 8.  | The lizard king             | 13:35 |

| Nr. | Titel                       | Duur  |
| --- | --------------------------- | ----- |
| 1.  | Glitterball                 | 6:13  |
| 2.  | Lust                        | 13:04 |
| 3.  | Guernica                    | 6:38  |
| 4.  | The war bride’s prayer      | 6:32  |
| 5.  | Preikestolen                | 3:42  |
| 6.  | The devil at the crossroads | 15:01 |
| 7.  | Towers of hope/Demons       | 10:30 |
| 8.  | R.A.W.                      | 4:35  |
| 9.  | Pearl                       | 9:23  |
| 10. | Metamorphosis               | 17:01 |
| 11. | The lizard king             | 13:32 |